# Sendoa Agirre
Sendoa Agirre Basterretxea (Erandio, Vizcaya, 31 de diciembre de 1975) fue un futbolista español que jugó como delantero. Actualmente es el delegado del Athletic Club.

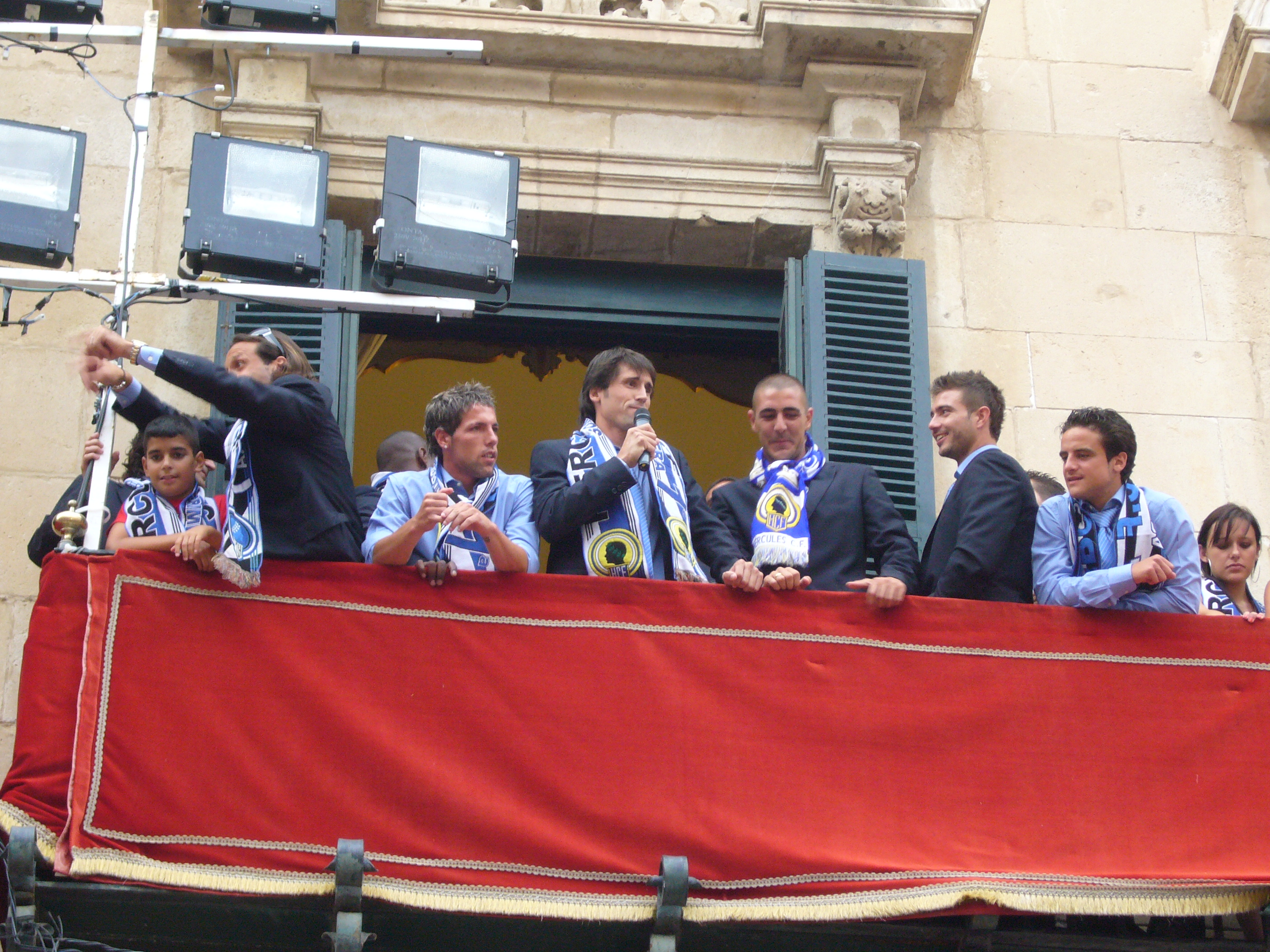
Sendoa en el balcón del Ayuntamiento de Alicante durante la celebración por el ascenso a Primera en 2010.

## Trayectoria
Se formó en las categorías inferiores del Romo Fútbol Club y del Athletic Club, donde llegó a entrenarse a las órdenes de Luis Fernández. También estuvo cedido en el CD Sondika, Balmaseda FC, Zorroza Fútbol Club y SD Gernika.  Dos semanas después de acabar su brillante campaña con el Gernika, el 31 de mayo de 1998, debutó con el Athletic en San Mamés en el amistoso de celebración del centenario ante la selección brasileña. De cara a la siguiente campaña se incorporó al Bilbao Athletic, donde jugó dos temporadas a buen nivel y participó en otros cuatro amistosos con el Athletic Club. En la campaña 2000-01 jugó como cedido en Segunda División en las filas de la SD Eibar, aunque tuvo un papel secundario. Su siguiente destino fue el Barakaldo CF, donde logró dieciocho goles y estuvo cerca de lograr el ascenso a Segunda División.
En 2002 inició su primera etapa profesional fuera de Euskadi al firmar por el Alicante CF de Segunda B. Jugó cuatro campañas en el club celeste, llegando a alcanzar los 25 goles en la campaña 2005-06. Tras cuatro temporadas fichó por el club rival de la ciudad, el Hércules, algo que causó revuelo en su anterior club. Con el club herculano, en la campaña 2009-10, logró el ascenso a Primera División siendo pieza clave al ser titular en 39 partidos. El 28 de agosto de 2010 debutó en Primera División en la derrota por 0 a 1 ante el Athletic Club. Además, en el mes de mayo, marcó sus tres únicos goles en Liga al lograr un tanto ante el Racing y un doblete ante el RCD Mallorca, todos ellos en el Estadio José Rico Pérez.
Finalizado su periplo de nueve años en tierras alicantinas, firmó dos temporadas con el Deportivo Alavés donde consiguió el ascenso a Segunda División. Tras su retirada pasó a la secretaría técnica del Deportivo Alavés. Pocos meses después, con la llegada de Alberto López al banquillo, se convirtió en segundo entrenador. Finalmente, en 2015, se incorporó al puesto de delegado del primer equipo babazorro donde fue elegido como mejor delegado de LaLiga en 2017 y 2018.
El 1 de julio de 2019 se incorporó como delegado del Athletic Club tras la marcha de Andoni Imaz.

## Clubes

### Como jugador
| Club                     | País   | Año         | Partidos | Goles |
| ------------------------ | ------ | ----------- | -------- | ----- |
| CD Sondika               | España | 1994-1995   |          |       |
| Balmaseda FC             | España | 1995-1996   |          |       |
| Zorroza Futbol Club      | España | 1996-1997   |          |       |
| SD Gernika Club          | España | 1997-1998   | 37       | 13    |
| Bilbao Athletic          | España | 1998-2000   | 55       | 18    |
| Sociedad Deportiva Eibar | España | 2000-2001   | 18       | 1     |
| Barakaldo Club de Fútbol | España | 2001-2002   | 42       | 18    |
| Alicante Club de Fútbol  | España | 2002-2006   | 165      | 66    |
| Hércules Club de Fútbol  | España | 2006- 2011  | 182      | 31    |
| Deportivo Alavés         | España | 2011 - 2013 | 72       | 17    |

### Como delegado
| Club                                  | País   | Año           |
| ------------------------------------- | ------ | ------------- |
| Deportivo Alavés (secretario técnico) | España | 2013-2014     |
| Deportivo Alavés (segundo entrenador) | España | 2014-2015     |
| Deportivo Alavés (delegado)           | España | 2015-2019     |
| Athletic Club (delegado)              | España | 2019-presente |

## Palmarés

### Campeonatos nacionales
| Título                                 | Club             | País   | Año  |
| -------------------------------------- | ---------------- | ------ | ---- |
| Campeón Segunda División B (Grupo I)   | Barakaldo CF     | España | 2002 |
| Campeón Segunda División B (Grupo III) | Alicante CF      | España | 2005 |
| Campeón Segunda División B (Grupo II)  | Deportivo Alavés | España | 2013 |

### Distinciones individuales
| Distinción                                        | Año  |
| ------------------------------------------------- | ---- |
| Máximo goleador Grupo III de Segunda B (18 goles) | 2005 |
| Máximo goleador Grupo III de Segunda B (22 goles) | 2006 |